# برانكو فان دن بومان
برانكو فان دن بومان (بالهولندية: Branco van den Boomen)‏ (21 يوليو 1995 بآيندهوفن في هولندا - ) هو لاعب كرة قدم هولندي في مركز الوسط. لعب مع أياكس أمستردام وإف سي آيندهوفن ونادي هيرنفين وشباب أياكس.

## روابط خارجية
- برانكو فان دن بومان على موقع الاتحاد الأوربي (الإنجليزية)
- برانكو فان دن بومان على موقع إي إس بي إن إف سي (الإنجليزية)
- برانكو فان دن بومان على موقع قاعدة بيانات كرة القدم.إي يو (الإنجليزية)
- برانكو فان دن بومان على موقع ليكيب (الفرنسية)
- برانكو فان دن بومان على موقع Soccerbase.com (لاعب) (الإنجليزية)
- برانكو فان دن بومان على موقع Soccerway.com (الإنجليزية)
- برانكو فان دن بومان على موقع عالم كرة القدم.نت (الإنجليزية)
- برانكو فان دن بومان على موقع كووورة
- برانكو فان دن بومان على موقع AS.com (الإسبانية)